# Gulag (film)
A Gulag amerikai filmdráma, melyet Roger Young rendezett és eredetileg a HBO forgalmazott. A forgatókönyvet Raphael Shauli és Yehousha Ben-Porat írta. Főszereplők: David Keith és Malcolm McDowell .

## Történet
|  | Alább a cselekmény részletei következnek! |

Az egykori sportoló Mickey Almon TV-riporterként egy atlétikai világversenyre érkezik Moszkvába. A KGB letartóztatja, mert felkeres egy tudóst, aki titkos információkat szeretne kicsempészni a Szovjetunióból. Almont bebörtönzik és kihallgatják, néhány napos fogvatartás után Bukovszkij ráveszi, hogy ismerje el, hogy az Amerikai Egyesült Államoknak kémkedik. Megígérte neki ugyanis, hogy elintézi, hogy így kiutasítják az országból. A vasútállomáson azonban kiderül, hogy nem egy külföldre tartó vonatra teszik fel, hanem más politikai foglyokkal együtt a gulágra küldik a sarkkör környékére tíz év kényszermunkára.  
A táborba szállítása után találkozik egy angol fogvatartottal, aki megtanítja neki a kíméletlen Gulag túlélési technikáit. Miután rádöbben, hogy az itt végzett veszélyes munka akár a halálát okozhatja, úgy dönt, hogy megszökik az angollal együtt és megpróbálnak Norvégiába jutni.

## Szereposztás
| Színész          | Szereplő                        |
| ---------------- | ------------------------------- |
| David Keith      | Mickey Almon                    |
| Malcolm McDowell | Kenneth "Englishman" Barrington |
| David Suchet     | Matvej                          |
| John McEnery     | Diczek                          |
| Nancy Paul       | Susan Almon                     |
| Brian Pettifer   | Vlaszov                         |
| George Pravda    | Bukovszkij                      |
| Eugene Lipinski  | Jurij                           |
| Shane Rimmer     | Jay                             |
| Ray Jewers       | TV riporter                     |

## Fordítás
- Ez a szócikk részben vagy egészben  a   Gulag (film) című angol Wikipédia-szócikk ezen változatának fordításán alapul.  Az eredeti cikk szerkesztőit annak laptörténete sorolja fel. Ez a jelzés csupán a megfogalmazás eredetét és a szerzői jogokat jelzi, nem szolgál a cikkben szereplő információk forrásmegjelöléseként.